# Slottsarkivet
Slottsarkivet är inrymt i Kungliga slottet med ingång från Slottsbacken 1, Västra valvet, Yttre borggården. Verksamheten sköts av Riksarkivet.
Slottsarkivet bildades 1893, och är sedan 1964 en arkivdepå under det svenska Riksarkivet. I Slottsarkivet finns arkivalier från hovet och de kungliga slotten. Kungars och drottningars arkiv före år 1800 förvaras däremot på Riksarkivets huvudanläggning i Marieberg på Kungsholmen. Till Slottsarkivet hör även ett referensbibliotek. Arbetet vid arkivet leds av slottsarkivarien.

## Bernadotteska arkivet
Det så kallade Bernadotteska arkivet är den svenska kungafamiljens privata arkiv. Det innehåller material från kungafamiljen under den bernadotteska tiden. Bernadotteska arkivet finns på Ulriksdals slott i Solna. Till skillnad från Slottsarkivet är det inte ett offentligt arkiv och åtkomst till materialet ges endast med kungafamiljens tillstånd.